# Алп Эр Тонга
Алп Эр Тонга, или же Алпэртунга (тур. Alp Er Tunga, Alpertunga; азерб. Alp Ər Tonqa, Alpərtonqa; алт. Ильб Эр Тонга) — согласно тюркским дастанам, легендам и преданиям — каган Турана, потомок Тур-хана. Соответствует Афрасьябу в Шахнамэ. Сельджуки считали Алпертунгу одним из 33-х предков Сельджукидов.
Его имя упоминается в тюркском словаре Диван лугат ат-турк, в эпосе Китаби деде Коркуд, а также некоторых других источниках.
Составные части имени означают:  Aлп — «герой», «храбрый воин», Эр — «мужчина», «солдат», Тонга — «сибирский тигр».